# Únik chemikálií ze Sandozu
Únik chemikálií ze Sandozu byla ekologická katastrofa, k níž došlo v noci na 1. listopadu 1986 ve švýcarské továrně firmy Sandoz (od roku 1996 Novartis).
V sobotu 1. listopadu byl 19 minut po půlnoci nahlášen požár ve skladu chemikálií v průmyslovém areálu Schweizerhalle nedaleko Basileje. Na místě se nacházelo okolo 1350 tun toxických látek jako organochloridy, organofosfáty, močovina a sloučeniny rtuti. Plameny šlehaly do šedesátimetrové výšky, obyvatelé města byli varováni sirénami a z ohrožené oblasti byla odkloněna doprava. Více než 1200 osob vyhledalo lékařskou pomoc kvůli dýchacím potížím a pálení očí. Zasahovalo 160 hasičů, kterým se podařilo ochránit před ohněm nádrž s fosgenem, což zabránilo větším škodám. Došlo však ke kontaminaci půdy v okolí požářiště a úniku hasební vody do Rýna. Řeku zamořilo přibližně třicet tun chemikálií, voda se zbarvila do červena a po dva týdny nebyla způsobilá k pití. Došlo k hromadnému úhynu ryb ve vzdálenosti až 400 km, obzvlášť těžce zasaženým druhem byl úhoř říční. Firma Sandoz musela vyplatit odškodnění v celkové výši 43 milionů švýcarských franků. Důsledkem katastrofy bylo zavedení systému včasného varování před haváriemi Rheinalarm a instalace toximetrů. Událost připomíná také skulptura Bettiny Eichinové Markttische, umístěná v basilejské katedrále.
Vyšetřovatelé dospěli k závěru, že příčinou požáru bylo vznícení balíku pařížské modři od rozžhavené tavicí pistole. Vincent Cannistraro z americké Národní bezpečnostní rady později publikoval domněnku, že šlo o sabotáž Stasi, která měla odvést pozornost od černobylské havárie. Toto podezření nebylo oficiálně potvrzeno, stejně jako zpráva listu Basler Zeitung, podle níž požár zavinila zábavní pyrotechnika připravená na oslavu jednoho z manažerů Sandozu.